# 阿雷諾索
19°10′48″N 69°51′0″W / 19.18000°N 69.85000°W
阿雷諾索（西班牙語：Arenoso），是多明尼加共和國的城鎮，位於該國北部，由杜華德省負責管轄，面積142.2平方公里，2012年人口17,589，該鎮人口密度每平方公里120人。